# Rock Bottom (Robert Wyatt)
| Recensione       | Giudizio       |
| ---------------- | -------------- |
| Piero Scaruffi   |                |
| OndaRock         | Pietra Miliare |
| Robert Christgau | B+             |
| Pitchfork        | 9.0/10         |

Rock Bottom è il secondo album in studio del cantautore britannico Robert Wyatt, pubblicato nel 1974 dalla Virgin Records. Ritenuto dalla critica uno dei capolavori della musica rock, segna una svolta nella sua carriera artistica venendo definito dall'autore come il suo primo lavoro nel quale si riconoscesse, ritenendo immaturo quanto prodotto in precedenza.
È il primo album dell'autore dopo l'incidente del giugno 1973 che lo rese paraplegico e lo costrinse diversi mesi in ospedale. Non potendo suonare una normale batteria, Wyatt si concentrò sul canto e suonò le tastiere, le percussioni, la chitarra slide e una piccola batteria priva di charleston e grancassa.
Si tratta di un'opera introspettiva, la cui estrema originalità la rende difficile da classificare, ed è stata definita il capolavoro di Wyatt. Malgrado il relativo successo commerciale, Rock Bottom fu accolto con unanime entusiasmo dalla critica, che l'ha definito uno dei migliori album di art rock e titolo immancabile nelle migliori collezioni di rock progressivo e psichedelico. Il critico musicale Piero Scaruffi ha inserito Rock Bottom al secondo posto nella lista dei migliori album rock di tutti i tempi. Nel 1974, si aggiudicò il premio dell'accademia francese Charles Cros come miglior disco dell'anno.

## Storia

### Composizione
Nell'autunno del 1972 Wyatt sciolse i Matching Mole, gruppo di cui era leader, e seguì a Venezia la compagna Alfreda Benge, impegnata nelle riprese di un film. Nel capoluogo veneto, Alfreda lo convinse a comporre un nuovo disco e gli regalò un piccolo organo e un magnetofono, con i quali Wyatt incise la prima parte delle musiche di Rock Bottom. Avrebbe in seguito dichiarato che la particolare atmosfera della Giudecca gli fu d'aiuto per trarre ispirazione in un momento in cui non aveva idee compositive.
Di ritorno in patria, nella primavera del 1973, mise a disposizione le musiche composte per una nuova formazione dei Matching Mole, che incominciò a provarle. Il 1º giugno 1973, Wyatt cadde da una finestra del terzo piano di un palazzo e rimase paralizzato dalla vita in giù. Non potendo più garantire la sua presenza in una band, abbandonò il progetto Matching Mole, ma rimase concentrato sulla musica del nuovo album, su cui continuò a lavorare durante la lunga degenza ospedaliera. Avrebbe in seguito affermato:

### Registrazione e prima pubblicazione
All'uscita dall'ospedale, Wyatt andò ad abitare dall'amica spagnola Delfina a Little Bedwyn, nelle campagne del Wiltshire, insieme con Alfreda, vera musa ispiratrice del nuovo album, che gli fece trovare la casa equipaggiata di quanto serviva per registrare. L'incisione del disco venne completata nella casa di Delfina nel giro di tre mesi grazie agli studi itineranti Manor Mobile, la produzione fu affidata all'amico Nick Mason, batterista dei Pink Floyd, e l'ingegnere del suono fu Steve Cox. Altre sovraincsioni avvennero ai Manor Studios della Virgin e ai CBS Studios di Londra.
La formazione comprende alcuni tra i migliori musicisti della scena musicale britannica di quel tempo: Richard Sinclair e Hugh Hopper si alternano al basso, l'ex Gong Laurie Allan suona la batteria in due tracce, l'inquietante e ironica voce di Ivor Cutler appare in due brani, in uno dei quali gli fa da contrappunto la tromba del virtuoso Mongezi Feza, la Benge canta in Alife supportata da Gary Windo al clarinetto e nel brano finale compaiono Mike Oldfield alla chitarra e Fred Frith alla viola. I bizzarri disegni di copertina sono stati eseguiti dalla Benge, che disegnerà anche tutte le copertine degli album successivi di Wyatt.
Rock Bottom fu pubblicato dalla Virgin Records il 26 luglio del 1974, lo stesso giorno in cui Robert sposò Alfreda. Nel settembre successivo, l'album fu promosso al teatro Drury Lane di Londra con un grande concerto cui parteciparono alcuni tra i migliori rappresentanti della scena di Canterbury. L'evento fu organizzato all'insaputa di Wyatt da Richard Branson, allora proprietario della Virgin, che contattò i musicisti invitandoli a partecipare dicendo che Wyatt teneva molto alla loro presenza. Dalle registrazioni del concerto fu tratto l'album Theatre Royal Drury Lane 8th September 1974, pubblicato nel 2005 dall'etichetta indipendente Hannibal Records.

#### Altre pubblicazioni
La prima edizione su CD venne pubblicata nel 1989, sempre dalla Virgin (CDV 2017). L'ultima edizione in vinile è della Domino Records USA (DNO200), e l'ultima in CD della Domino Records UK (REWIGCD40), entrambe del 2008. Nel 2003, la Virgin ha pubblicato un doppio LP (VGD 3505) in cui in un disco è inciso Rock Bottom e nell'altro Ruth Is Stranger Than Richard, l'album del 1975 di Wyatt. Nel 2010, la Domino Records ha pubblicato una confezione (DOMDBL06CD) che, oltre a Rock Bottom, contiene Comicopera, l'album del 2007.

## Stile
Su suggerimento di Alfreda, che trovava le precedenti opere di Wyatt troppo 'dense', l'autore optò per un sound dai toni più calmi e ispirati, con frequenti spazi fra le lunghe note che esaltano le sue qualità vocali. Al contrario di quanto succedeva nei Matching Mole e nei Soft Machine, dove contemporaneamente suonava la batteria e cantava, le sue condizioni fisiche gli imposero di registrare separatamente gli strumenti e la voce, sulla quale poté concentrarsi con maggiore profitto. La ricerca di una nuova forma vocale si manifesta anche con l'utilizzo di diverse parole da lui inventate (ad esempio "No nit not, nit no not, nit nit folly bololey" e "Trip trip pip pippy pippy pip pip landerim"), delle quali non sa dare un significato letterario ma ne ha sottolineato l'importanza sotto il profilo emotivo e artistico. La maggior parte delle tracce sono ricerche interiori dell'artista e canzoni d'amore dedicate alla Benge, che ha ispirato i testi con le proprie poesie, ma non viene citata tra gli autori per la sua inclinazione a restare nell'ombra.
L'album esce dagli schemi della fusion sperimentale in cui era immerso il secondo Matching Mole, per calarsi in uno stato d'animo introspettivo che fonde le dolci atmosfere di Moon in June e O Caroline alle follie patafisiche di Las Vegas Tango. Il dadaismo dei precedenti lavori viene qui smorzato e la pacatezza che contraddistingue l'opera consegna agli ascoltatori un nuovo Wyatt, rassegnato, maturo, saggio e dolce allo stesso tempo.

## Brani
- Sea Song, il pezzo di apertura, una struggente canzone d'amore e un inquietante urlo di disperazione stemperato dalla dolcezza del pianoforte e dei vocalizzi di Robert, la creazione di forti suggestioni si intreccia con un'evidente ricerca interiore ed espressiva. La voce e le tastiere di Wyatt si sovrappongono, con l'accompagnamento al basso di Sinclair, in quella che è stata definita una delle migliori canzoni scritte da Wyatt.[9]
- A Last Straw ha un sound che accentua l'alone di mistero già presente nella prima traccia,[11] anche qui la parte vocale è eseguita con ampio respiro e con l'incisivo accompagnamento di Hopper e Allan
- Little Red Riding Hood Hit the Road è un brano ritmato contraddistinto dagli assoli sovraincisi di Mongezi Feza, la cui tromba è considerata da Wyatt il miglior accompagnamento per la propria voce,[27] e dal lavoro sorprendentemente energico su una piccola batteria dello stesso Wyatt, i cui vocalizzi sono accompagnati dal basso di Sinclair. La base del brano si compone di fatto di due nastri identici, della durata di circa 3'50" ciascuno, giuntati l'uno di seguito all'altro: nella prima metà il nastro è riprodotto normalmente, nella seconda esso è alla rovescia; il risultato, della durata totale di 7'40", è una base "palindroma", che suona cioè in modo pressoché identico riprodotta in un verso o nell'altro (ad esempio su nastro), sulla quale sono sovraincise nuove parti, sia vocali che strumentali.
- Alifib è caratterizzata dal respiro di Wyatt che ritma il tempo sostituendosi alla batteria, mentre il basso di Hopper si alterna alle tastiere come strumento solista, il brano sfuma nel brano successivo, ed entrambi sono dedicati ad Alfie, il nomignolo della Benge.
- Alifie, sempre sostenuta dal respiro, ha un testo votato alla consueta ricerca, ed è soprattutto in questo brano che Wyatt inserisce parole da lui coniate. Il clarinetto di Windo si inserisce nella composizione con un graffiante crescendo di free jazz che sfuma per accompagnare la parte vocale della Benge, la quale risponde alla struggente dichiarazione di Wyatt ("Alife, my larder": "Alife, la mia dispensa") dicendo di essere semplicemente la sua custode.
- Little Red Robin Hood Hit the Road incomincia a tempo di marcia con la voce di Wyatt che prima lascia il posto e poi si intreccia all'assolo di chitarra di Mike Oldfield. Il duetto sfuma nella parte finale dove subentrano in contrasto la viola di Frith e la spettrale voce di Ivor Cutler che, accompagnandosi a sua volta con una concertina, dà luogo a una solenne declamazione che si chiude con una misteriosa risata.

## Reinterpretazioni
Nel 2019 la North Sea Radio Orchestra con John Greaves (Henry Cow, National Health) e Annie Barbazza ha pubblicato una rilettura dell'album dal titolo Folly Bololey (nonsense tratto dal testo di "Alifib"), approvata dallo stesso Wyatt che ne ha curato le note di copertina assieme allo scrittore Jonathan Coe. Gli arrangiamenti sono di Craig Fortnam, leader della North Sea Radio Orchestra.
Oltre a Greaves e Barbazza, vi partecipano tra gli altri il batterista dei Gong Cheb Nettles e William D. Drake dei Cardiacs. L'album è uscito per l'etichetta Dark Companion Records e ha ottenuto eccellenti critiche internazionali e nazionali .

## Tracce
Testi e musiche di Robert Wyatt.
Lato A
1. Sea Song – 6:31
2. A Last Straw – 5:46
3. Little Red Riding Hood Hit the Road – 7:40

Lato B
1. Alifib – 6:55
2. Alifie – 6:31
3. Little Red Robin Hood Hit the Road – 6:08

## Musicisti
- Robert Wyatt - voce e tastiere, percussioni occasionali (A2, A3), tamburo (A1, A3, B1), chitarra slide (A2), piccola batteria (A3)
- Laurie Allan - batteria (A2, B3)
- Alfreda Benge - voce (B2)
- Ivor Cutler - voce (A3, B3), concertina (B3)
- Mongezi Feza - tromba (A3)
- Fred Frith - viola (B3)
- Hugh Hopper - basso elettrico (A2, B1, B2)
- Mike Oldfield - chitarra (B3)
- Richard Sinclair - basso elettrico (A1, A3, B3)
- Gary Windo - clarinetto basso (B2)